# Hokej na lodzie na Zimowych Igrzyskach Olimpijskich Młodzieży 2020 – turniej dziewcząt
Hokej na lodzie na Zimowych Igrzyskach Olimpijskich Młodzieży 2020 – turniej dziewcząt rozgrywany był od 17 do 21 stycznia 2020. Mecze odbywały się w hali Vaudoise Aréna.
Obrońcą tytułu była reprezentacja Szwecji, która w finale w 2016 pokonała drużynę Czech 3:1. Zimowym młodzieżowym mistrzem olimpijskim w hokeju na lodzie dziewcząt została reprezentacja Japonii, która w finale pokonała Szwecję 4:1.

## Faza grupowa
Grupa A
| 17 stycznia 2020 | Szwecja | 3:2 pk. | Słowacja | Vaudoise Aréna, Lozanna |

| Szczegóły      | Szczegóły                                  | Szczegóły            | Szczegóły                                      | Szczegóły |
| -------------- | ------------------------------------------ | -------------------- | ---------------------------------------------- | --- |
| Godzina: 17:00 | K. Kenttälä (EQ) 14:28 B. Hjälm (PP) 20:33 | (1:2, 1:0, 0:0, 1:0) | 01:04 (EQ) B. Kapičáková 03:46 (PP) T. Belková | Widzów: 1000 Sędzia główny: Melissa Boverio Cianna Lieffers Sędziowie liniowi: Kristýna Hájková Philippa Wheeler |
| Godzina: 17:00 | 9 min kar                                  |                      | 4,5 min kar                                    | Widzów: 1000 Sędzia główny: Melissa Boverio Cianna Lieffers Sędziowie liniowi: Kristýna Hájková Philippa Wheeler |

| 18 stycznia 2020 | Niemcy | 2:7 | Szwecja | Vaudoise Aréna, Lozanna |

| Szczegóły      | Szczegóły                               | Szczegóły       | Szczegóły | Szczegóły |
| -------------- | --------------------------------------- | --------------- | --- | --- |
| Godzina: 11:00 | S. Voigt (EQ) 26:17 S. Voigt (EQ) 33:06 | (0:0, 1:4, 1:3) | 17:34 (EQ) J. Perjus 23:31 (SH) J. Perjus 24:45 (EQ) P. Nåtby 28:09 (EQ) L. Adelbertsson 30:11 (EQ) B. Hjälm 37:19 (EQ) F. Simonsen 40:41 (EQ) N. Hall | Widzów: 1300 Sędzia główny: Jelizawieta Kołczyna Hollie Neenan Sędziowie liniowi: Kristýna Hájková Anastasija Kuraszowa |
| Godzina: 11:00 | 9 min kar                               |                 | 4,5 min kar | Widzów: 1300 Sędzia główny: Jelizawieta Kołczyna Hollie Neenan Sędziowie liniowi: Kristýna Hájková Anastasija Kuraszowa |

| 19 stycznia 2020 | Słowacja | 2:1 | Niemcy | Vaudoise Aréna, Lozanna |

| Szczegóły      | Szczegóły                                         | Szczegóły       | Szczegóły                   | Szczegóły |
| -------------- | ------------------------------------------------- | --------------- | --------------------------- | --- |
| Godzina: 17:00 | E. Donovalová (EQ) 35:08 B. Kapičáková (EQ) 39:18 | (0:0, 0:1, 2:0) | 22:35 (EQ) K. Häckelsmiller | Widzów: 1100 Sędzia główny: Melissa Boverio Cianna Lieffers Sędziowie liniowi: Jessica Chartrand Kristýna Hájková |
| Godzina: 17:00 | 6 min kar                                         |                 | 6 min kar                   | Widzów: 1100 Sędzia główny: Melissa Boverio Cianna Lieffers Sędziowie liniowi: Jessica Chartrand Kristýna Hájková |

| Lp. | Reprezentacja | M | Pkt | Z | WpD | PpD | P | G+ | G- | +/− |
| --- | ------------- | - | --- | - | --- | --- | - | -- | -- | --- |
| 1   | Szwecja       | 2 | 5   | 1 | 1   | 0   | 0 | 10 | 4  | +6  |
| 2   | Słowacja      | 2 | 4   | 1 | 0   | 1   | 0 | 4  | 4  | 0   |
| 3   | Niemcy        | 2 | 0   | 0 | 0   | 0   | 2 | 3  | 9  | –6  |

    = bezpośredni awans do półfinału

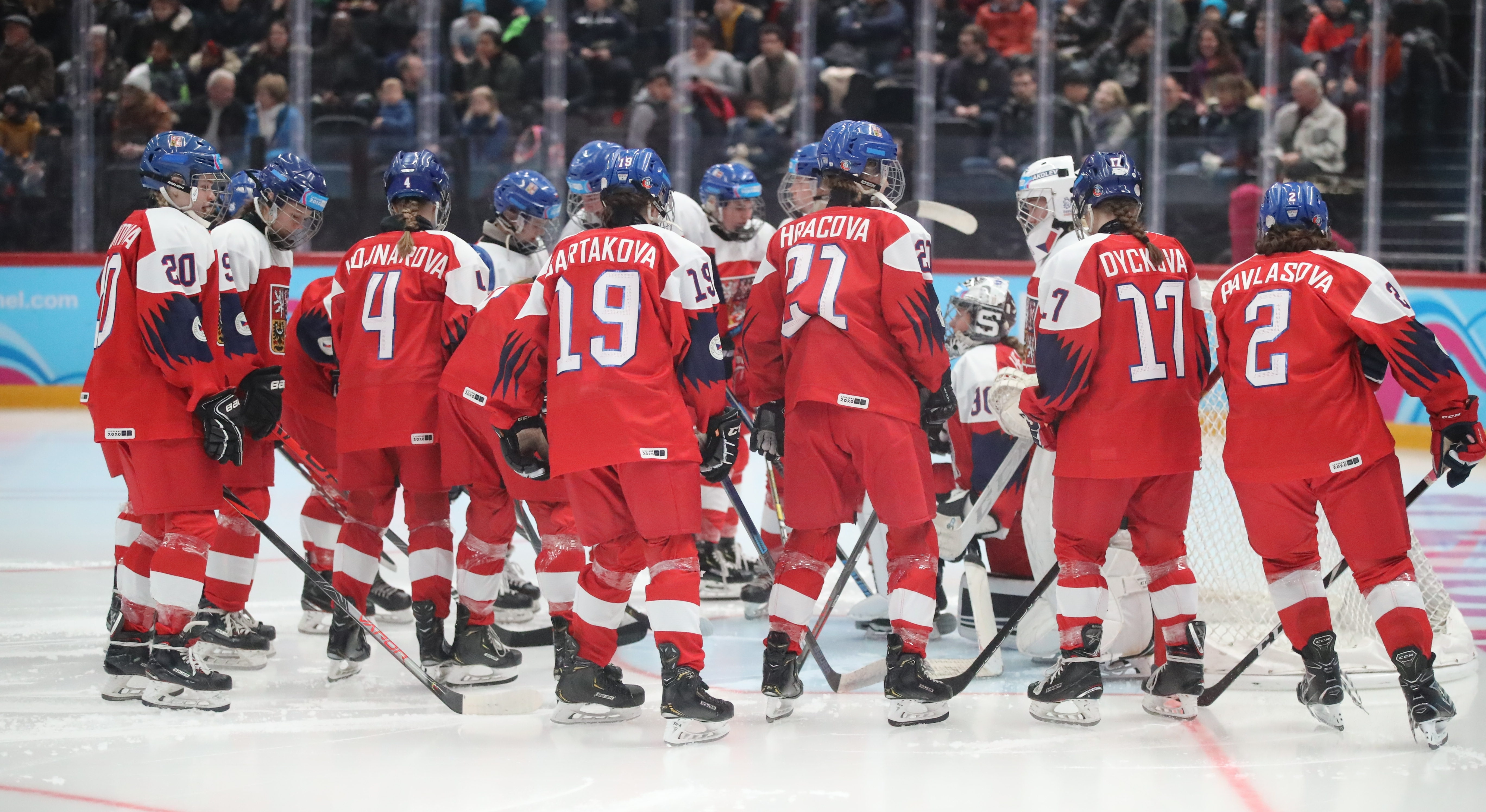
Czechy
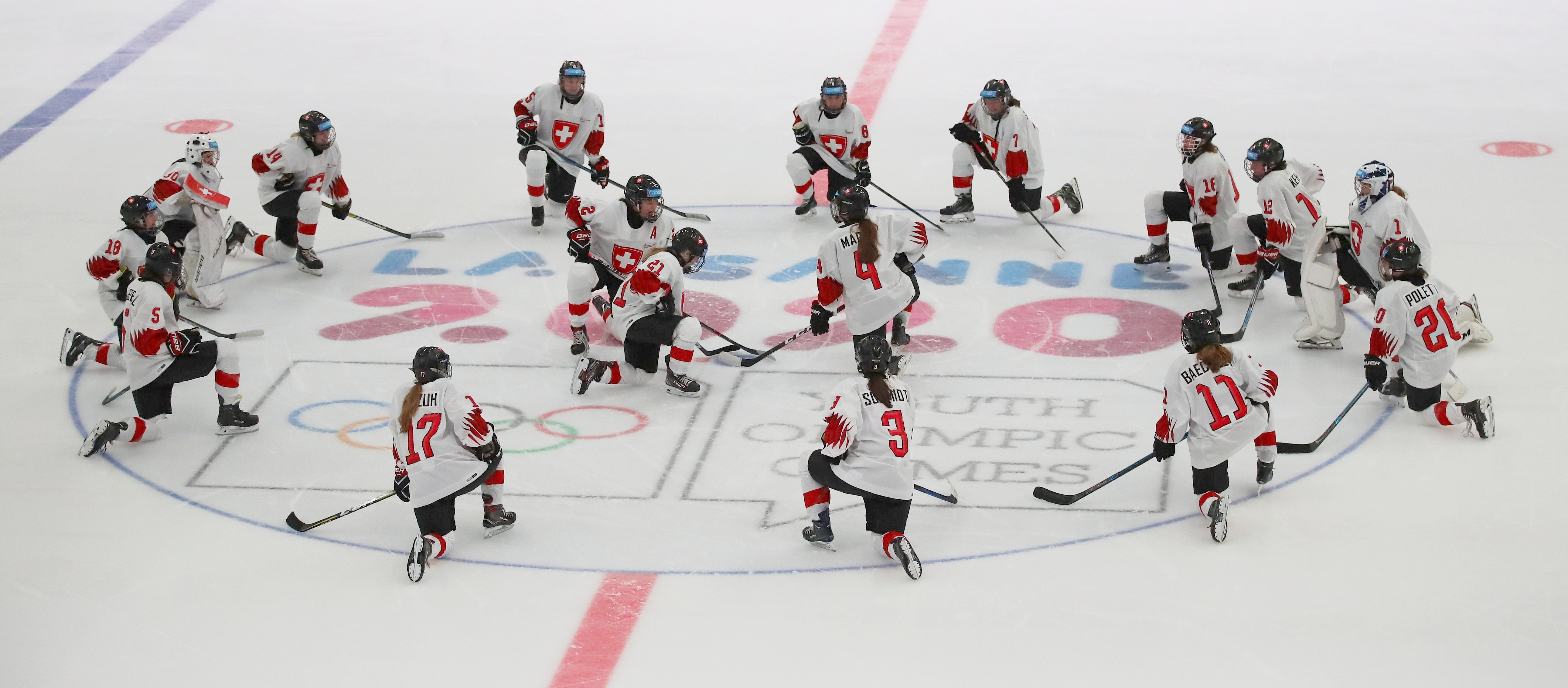
Szwajcaria

Grupa B
| 17 stycznia 2020 | Czechy | 0:1 pk. | Szwajcaria | Vaudoise Aréna, Lozanna |

| Szczegóły      | Szczegóły   | Szczegóły            | Szczegóły           | Szczegóły |
| -------------- | ----------- | -------------------- | ------------------- | --- |
| Godzina: 20:00 |             | (0:0, 0:0, 0:0, 0:1) | 65:00 (SO) A. Marti | Widzów: 5900 Sędzia główny: Melissa Doyle Jelizawieta Kołczyna Sędziowie liniowi: Anastasija Kuraszowa Hanna Persson |
| Godzina: 20:00 | 7,5 min kar |                      | 6 min kar           | Widzów: 5900 Sędzia główny: Melissa Doyle Jelizawieta Kołczyna Sędziowie liniowi: Anastasija Kuraszowa Hanna Persson |

| 18 stycznia 2020 | Japonia | 4:1 | Czechy | Vaudoise Aréna, Lozanna |

| Szczegóły      | Szczegóły                                                                         | Szczegóły       | Szczegóły               | Szczegóły |
| -------------- | --------------------------------------------------------------------------------- | --------------- | ----------------------- | --- |
| Godzina: 17:00 | M. Ito (EQ) 20:01 H. Shimomukai (EQ) 24:14 M. Kamada (EQ) 42:13 M. Ito (EN) 44:12 | (0:1, 2:0, 2:0) | 02:56 (EQ) T. Pištěková | Widzów: 2500 Sędzia główny: Melissa Boverio Melissa Doyle Sędziowie liniowi: Jessica Chartrand Hanna Persson |
| Godzina: 17:00 | 1,5 min kar                                                                       |                 | 4,5 min kar             | Widzów: 2500 Sędzia główny: Melissa Boverio Melissa Doyle Sędziowie liniowi: Jessica Chartrand Hanna Persson |

| 19 stycznia 2020 | Szwajcaria | 1:5 | Japonia | Vaudoise Aréna, Lozanna |

| Szczegóły      | Szczegóły            | Szczegóły       | Szczegóły | Szczegóły |
| -------------- | -------------------- | --------------- | --- | --- |
| Godzina: 11:00 | L. Bigler (EQ) 29:17 | (0:2, 1:3, 0:0) | 08:18 (EQ) K. Tsutsumi 10:47 (PP) H. Shimomukai 21:40 (EQ) H. Umemori 22:21 (EQ) M. Kamada 26:52 (PP) M. Ito | Widzów: 6600 Sędzia główny: Jelizawieta Kołczyna Hollie Neenan Sędziowie liniowi: Hanna Persson Philippa Wheeler |
| Godzina: 11:00 | 6 min kar            |                 | 6 min kar | Widzów: 6600 Sędzia główny: Jelizawieta Kołczyna Hollie Neenan Sędziowie liniowi: Hanna Persson Philippa Wheeler |

| Lp. | Reprezentacja | M | Pkt | Z | WpD | PpD | P | G+ | G- | +/− |
| --- | ------------- | - | --- | - | --- | --- | - | -- | -- | --- |
| 1   | Japonia       | 2 | 6   | 2 | 0   | 0   | 0 | 9  | 2  | +7  |
| 2   | Szwajcaria    | 2 | 2   | 0 | 1   | 0   | 1 | 2  | 5  | –3  |
| 3   | Czechy        | 2 | 1   | 0 | 0   | 1   | 1 | 1  | 5  | –4  |

    = bezpośredni awans do półfinału
- Czechy
- Szwajcaria

## Faza pucharowa
Półfinały
| 20 stycznia 2020 | Szwecja | 2:0 | Szwajcaria | Vaudoise Aréna, Lozanna |

| Szczegóły      | Szczegóły                                       | Szczegóły       | Szczegóły   | Szczegóły |
| -------------- | ----------------------------------------------- | --------------- | ----------- | --- |
| Godzina: 11:00 | A. Andersson (PP) 20:32 A. Andersson (EA) 34:10 | (0:0, 1:0, 1:0) |             | Widzów: 4500 Sędzia główny: Cianna Lieffers Hollie Neenan Sędziowie liniowi: Anastasija Kuraszowa Philippa Wheeler |
| Godzina: 11:00 | 4,5 min kar                                     |                 | 4,5 min kar | Widzów: 4500 Sędzia główny: Cianna Lieffers Hollie Neenan Sędziowie liniowi: Anastasija Kuraszowa Philippa Wheeler |

| 20 stycznia 2020 | Japonia | 5:0 | Słowacja | Vaudoise Aréna, Lozanna |

| Szczegóły      | Szczegóły | Szczegóły       | Szczegóły | Szczegóły                                                                                                   |
| -------------- | --- | --------------- | --------- | --- |
| Godzina: 17:00 | H. Shimomukai (EQ) 02:33 R. Noro (EQ) 03:26 M. Ito (EQ) 29:12 H. Shimomukai (EQ) 38:28 H. Shimomukai (EQ) 40:06 | (2:0, 1:0, 2:0) |           | Widzów: 800 Sędzia główny: Melissa Boverio Melissa Doyle Sędziowie liniowi: Jessica Chartrand Hanna Persson |
| Godzina: 17:00 | 4,5 min kar |                 | 6 min kar | Widzów: 800 Sędzia główny: Melissa Boverio Melissa Doyle Sędziowie liniowi: Jessica Chartrand Hanna Persson |

Mecz o trzecie miejsce
| 21 stycznia 2020 | Słowacja | 2:1 | Szwajcaria | Vaudoise Aréna, Lozanna |

| Szczegóły      | Szczegóły                                     | Szczegóły       | Szczegóły           | Szczegóły |
| -------------- | --------------------------------------------- | --------------- | ------------------- | --- |
| Godzina: 17:00 | N. Hudáková (EQ) 25:28 N. Janeková (PP) 26:51 | (0:0, 2:1, 0:0) | 18:38 (EQ) N. Harju | Widzów: 1500 Sędzia główny: Jelizawieta Kołczyna Hollie Neenan Sędziowie liniowi: Anastasija Kuraszowa Philippa Wheeler |
| Godzina: 17:00 | 7,5 min kar                                   |                 | 6 min kar           | Widzów: 1500 Sędzia główny: Jelizawieta Kołczyna Hollie Neenan Sędziowie liniowi: Anastasija Kuraszowa Philippa Wheeler |

Finał
| 21 stycznia 2020 | Japonia | 4:1 | Szwecja | Vaudoise Aréna, Lozanna |

| Szczegóły      | Szczegóły                                                                              | Szczegóły       | Szczegóły          | Szczegóły |
| -------------- | -------------------------------------------------------------------------------------- | --------------- | ------------------ | --- |
| Godzina: 20:00 | H. Shimomukai (EQ) 16:40 R. Noro (EQ) 33:27 M. Ito (EQ) 36:16 H. Shimomukai (EN) 43:23 | (0:1, 1:0, 3:0) | 14:06 (EQ) N. Hall | Widzów: 6600 Sędzia główny: Melissa Doyle Cianna Lieffers Sędziowie liniowi: Jessica Chartrand Kristýna Hájková |
| Godzina: 20:00 | 6 min kar                                                                              |                 | 7,5 min kar        | Widzów: 6600 Sędzia główny: Melissa Doyle Cianna Lieffers Sędziowie liniowi: Jessica Chartrand Kristýna Hájková |

Ostateczna kolejność
| Lp.   | Drużyna    |
| ----- | ---------- |
| złoto | Japonia    |
|       | Szwecja    |
|       | Słowacja   |
| 4     | Szwajcaria |
| 5     | Czechy     |
| 6     | Niemcy     |